# Nicolás Romero, Durango
Nicolás Romero är en ort i Mexiko.   Den ligger i kommunen Durango och delstaten Durango, i den centrala delen av landet, 700 km nordväst om huvudstaden Mexico City. Nicolás Romero ligger 2 000 meter över havet och antalet invånare är 754.
Terrängen runt Nicolás Romero är kuperad åt sydväst, men åt nordost är den platt. Runt Nicolás Romero är det ganska glesbefolkat, med 30 invånare per kvadratkilometer. Närmaste större samhälle är José Refugio Salcido, 19,4 km norr om Nicolás Romero. Trakten runt Nicolás Romero består i huvudsak av gräsmarker.